# Ernesto Goñi
Ernesto Goñi Ameijenda (Montevideo, 13 de enero de 1985) es un exfutbolista uruguayo que jugaba como lateral izquierdo‚su último equipo fue el Liverpool Fútbol Club de la Primera División de Uruguay.

## Trayectoria
En julio de 2005 arribó a Italia para probarse en la Società Sportiva Sambenedettese Calcio pero no logró quedarse.
Debutó en la primera División de Uruguay en 2008, en el Racing Club de Montevideo.  Ya había jugado en segunda división en este mismo equipo, con el que obtuvo el título del campeonato de ascenso a primera.
En 2010 obtuvo la copa Bimbo jugando para Nacional de Montevideo.

### Paso por Argentina
Fue transferido en 2011 al fútbol argentino donde primero jugó para Quilmes y desde 2013 en Estudiantes de la Plata, club por el que fichó por 3 temporadas. A inicios del 2015 rescinde contrato con el pincha y ficha por Tigre.
En 2016 es traspasado a la UD Almería.
En diciembre de 2021,Anunció su retiro del fútbol profesional.

## Clubes
| Club                    | País      | Año       |
| ----------------------- | --------- | --------- |
| Racing de Montevideo    | Uruguay   | 2007-2009 |
| Nacional (cedido)       | Uruguay   | 2010-2011 |
| Racing de Montevideo    | Uruguay   | 2011      |
| Quilmes (cedido)        | Argentina | 2011-2013 |
| Estudiantes de La Plata | Argentina | 2013-2014 |
| Tigre                   | Argentina | 2015      |
| UD Almería              | España    | 2016      |
| Racing de Montevideo    | Uruguay   | 2016-2017 |
| Torque                  | Uruguay   | 2017-2018 |
| Defensor Sporting       | Uruguay   | 2018      |
| Danubio                 | Uruguay   | 2019      |
| Liverpool               | Uruguay   | 2020-2021 |

## Palmarés

### Títulos nacionales
| Título             | Club                 | País    | Año     |
| ------------------ | -------------------- | ------- | ------- |
| Segunda División   | Racing de Montevideo | Uruguay | 2007-08 |
| Supercopa Uruguaya | Liverpool            | Uruguay | 2020    |
| Torneo Clausura    | Liverpool            | Uruguay | 2020    |